# Лебедев, Анатолий Николаевич
Анатолий Николаевич Лебедев (18 (30) октября 1892, Санкт-Петербург — 29 февраля 1972. Ленинград) - генерал-лейтенант интендантской службы, с 1918 года в РККА, с 1922 поступил на службу ВМФ.

## Биография
На службу заступил в 1914 году, в 1915 окончил 1-е Киевское военное училище. В 1918 году вступил в ряды Рабоче-Крестьянской Красной Армии, после через 4 года заступил на службу на военно-морском флоте. В первые годы службы получил звание старшего унтер-офицера, младшего командира роты, а также был командиром роты в годы Гражданской войны. В ноябре 1939 года получил должность командир Ленинградского военного фронта порта. После начала Великой Отечественной войны — уполномоченный Главного управления портов ВМФ. С осени 1941 года по апрель 1944 — начальник отдела военного порта в Вологде, с 1944 года в Ленинграде. Начальник Ленинградского тыла ВМФ с ноября 1944. Ушел в отставку в 1947 году. Был восстановлен и определен в кадры в 1951 году , выступал помощником коменданта Кронштадтской военно-морской крепости по строительству и расквартированию. Приказ о восстановлении в кадрах ВМС отменен в 1952. Звание генерала-майора интендантской службы получил 21 мая 1941 года. Звание генерал-лейтенант получил 24 мая 1945. Похоронен на Серафимовском кладбище.

## Награды
- Орден Ленина (1945)
- Орден Красного Знамени (1944 - дважды)
- Орден Отечественной войны I степени (1943)
- Именное оружие (1946)
- Медаль «За оборону Ленинграда» и пр.